# Muzeul Național al Serbiei
Muzeul Național al Serbiei (în sârbă Народни музеј, cu alfabetul latin: Narodni Muzej) este un muzeu situat în Piața Republicii din Belgrad, înființat în 1884. Încă de la înființare, colecțiile au crescut exponențial, astăzi muzeul având o colecție de 400.000 de obiecte, inclusiv un număr mare de capodopere străine. Actualmente, muzeul este închis pentru renovare ale cărei costuri se ridică la 26 de milioane de euro. În urma restaurării, clădirea va avea un interior și un exterior nou. Una din noile caracteristici ale exteriorului va fi construcția unui acoperiș sub forma unei cupole de sticlă, care va permite reglarea cantității de lumină care pătrunde în construcție.